# Brody (województwo małopolskie)
Brody – wieś w województwie małopolskim, w powiecie wadowickim, w gminie Kalwaria Zebrzydowska.
W latach 1975–1998 miejscowość administracyjnie należała do województwa bielskiego.

## Położenie
Wieś leży na Pogórzu Wielickim, przy drodze krajowej Bielsko-Biała – Głogoczów na wschód od Kalwarii Zebrzydowskiej.
| SIMC    | Nazwa          | Rodzaj     |
| ------- | -------------- | ---------- |
| 0056510 | Cedron         | część wsi  |
| 0056526 | Dół            | część wsi  |
| 0056615 | Druga Solca    | przysiółek |
| 0056532 | Góra           | część wsi  |
| 0056549 | Kawówka        | część wsi  |
| 0056555 | Na Folwarku    | część wsi  |
| 0056561 | Pierwsza Solca | część wsi  |
| 0056578 | Pod Capią Górą | część wsi  |
| 0056584 | Przy Kościele  | część wsi  |
| 0056590 | Solca za Lasem | część wsi  |
| 0056609 | Środek         | część wsi  |

## Walory turystyczne – historia
W XIV w. Brody stanowiły część Zebrzydowic, a od 1835 r. należały do Jana Brandysa, który wbudował tu późno-klasycystyczny dwór, który po upadku powstania listopadowego pełnił rolę placówki konspiracyjnej. W 1923 r. został w tym dworze podpisany pakt lanckoroński, poprzedzający utworzenie nowego rządu przez Wincentego Witosa. Na przełomie XVIII/XIX wieku, na gruntach położonych wokół kościoła Grobu Matki Bożej, osiedlali się pracownicy klasztoru, członkowie kapeli i milicji klasztornej itp.
W latach 1954–1959 wieś należała i była siedzibą władz gromady Brody, po aż do 1966 jej zniesieniu w gromadzie Kalwaria Zebrzydowska, po jej zniesieniu powtórnie była siedzibą gromady Brody. W latach 1973–1976 miejscowość była siedzibą gminy Brody.

## Zabytki
Obiekt wpisany do rejestru zabytków nieruchomych województwa małopolskiego.
- Zespół dworsko-parkowy.

Inne
Kaplice i kościoły dróżek kalwaryjskich.

## Galeria zdjęć

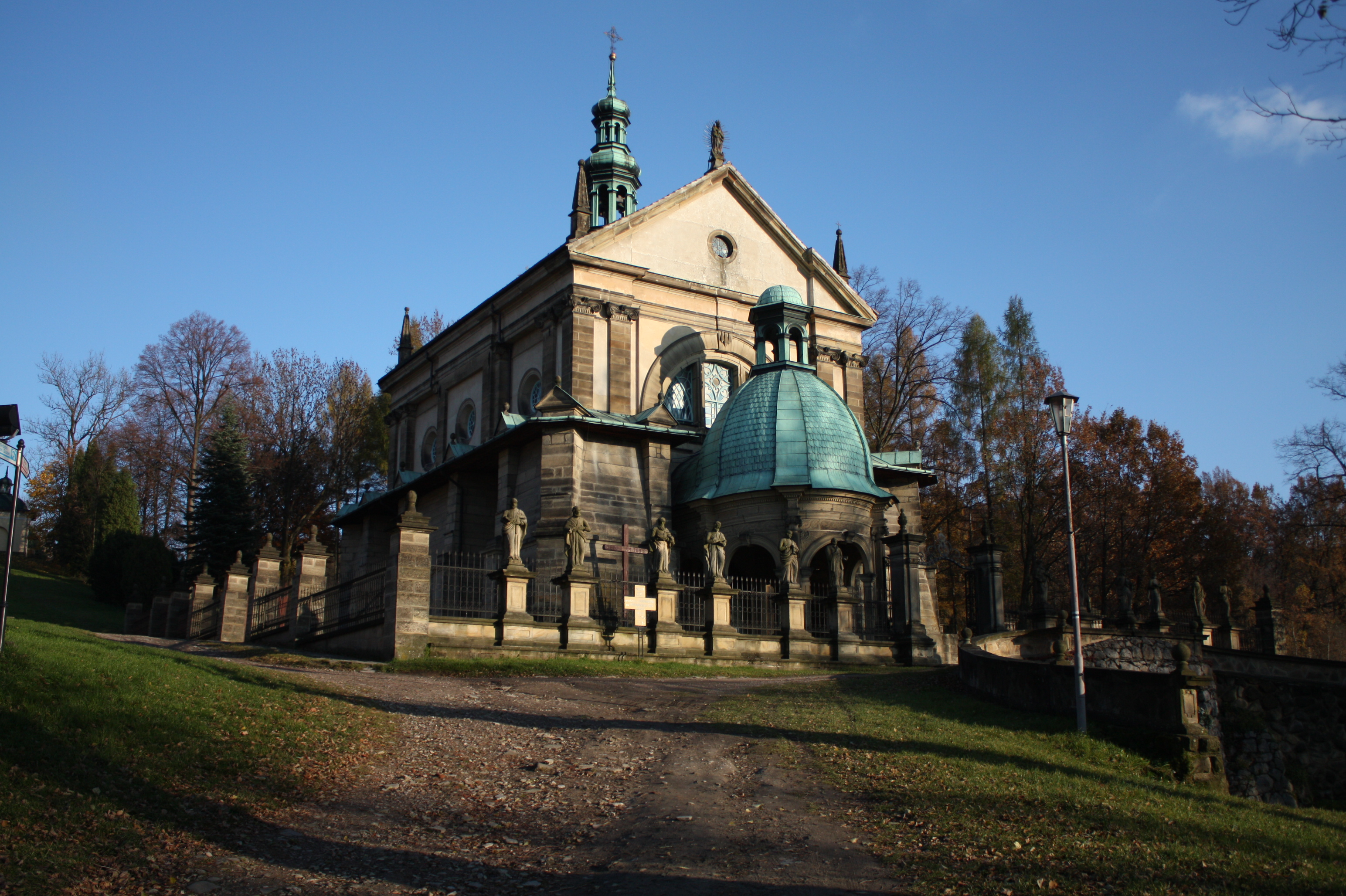
Kościół Wniebowzięcia NMP z kaplicą Grobu NMP. Potocznie zwany" Grobkiem" w Brodach
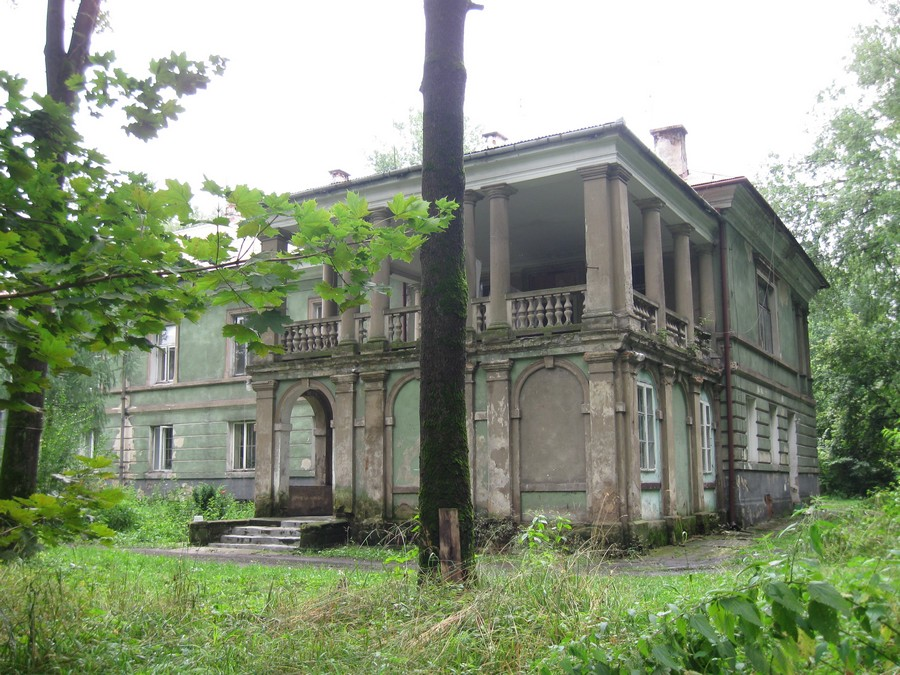
dwór Brandysów

## Religia
- Parafia Wniebowzięcia Najświętszej Maryi Panny w Brodach
- Świadkowie Jehowy: zbór Wadowice-Brody[7]